# ラムー
 株式会社ラムーは声優を中心とした日本の芸能事務所、音響制作会社。主に声優、ナレーターのマネージメントを行うほか、アニメーションなどの音響制作も行っている。株式会社 StudioShamanikaから声優・ナレーター事務所が分離され株式会社ラムーとなる。

## 所属声優

### 男性
- 岩波裕
- 百瀬正博
- いとう緑茶

### 女性
- 尾木藍
- 清華
- はらあい
- 葉山ひろみ
- モモカオリ

## かつて所属していた声優
- 安芸此葉
- 大塚龍之介
- 粕谷大介